# Maria 1. af Ungarn
Marie af Ungarn (født 14. april 1371, død 17. maj 1395) var datter af kong Ludvig 1. af Ungarn og Elisabeth af Bosnien. Hun arvede kongeriget Ungarn, mens hendes yngre søster Hedvig af Polen besteg den polske trone, da polakkerne ikke ønskede at fortsætte unionen med Ungarn.

## Biografi
Efter sin ældre søster Katarinas død i 1378 blev Marie hyldet som tronarving til både Ungarn og Polen efter sin far. Hun trolovedes samtidig med Sigismund af Luxemburg, som ifølge parternes aftale skulle blive hendes medregent efter vielsen.
Ved faderens død i 1382 arvede Marie Ungarns krone. Moderen var regent under hendes umyndighed. Den polske adel forhindrede hendes tiltræden af Polens trone ved at kræve, at den fremtidige monark skulle bo i Polen. I stedet valgtes Maries lillasøster Hedvig i 1384 til polsk monark.
Ungarn truedes af invasion fra både Maries trolovede Sigismund og hendes slægtning Karl af Neapel, som begge ønskede at overtage tronen. Hendes mor trolovede hende derfor med en søn af Frankrigs konge. I 1385 giftede Marie sig med Sigismund af Luxemburg, efter han havde invaderet landet. Efter brylluppet begav Sigismund sig til Bøhmen. Ungarns opposition indbød Karl III af Neapel, som hyldedes som monark. Maries mor Elisabeth fik ham dog myrdet i februar 1386.
Et oprør under Johan Horvath brød da ud i Kroatien til fordel for Karls søn, Ladislaus. Elisabeth og Marie tilfangetoges af fjenden, da de færdedes i krigsområdet, og Ladislaus' mor og formynder krævede, at Elisabeth blev henrettet, fordi hun myrdede Karl. Elisabeth kvaltes, mens Marie forblev i fangenskab.
Nu betragtedes Ungarns trone som vakant, og Marias mand Sigismund hyldedes som Ungarns konge i Budapest. Den 4. juni 1387 befriedes Maria af Sigismund og genindsattes som Ungarns monark. Parret regerede nu efter den oprindelige overenskomst som samregenter. Marie havde sit eget segl og undertegnede statslige handlinger og dokumenter, men hun syntes mest have bekræftet Sigismunds handlinger snarere end have ført en selvstændig politik. I 1394 blev Johan Horvath endelig taget til fange, og Maria gav ordren til hans henrettelse. Maria omkom gravid efter fald fra en hest.